# Jan Haken

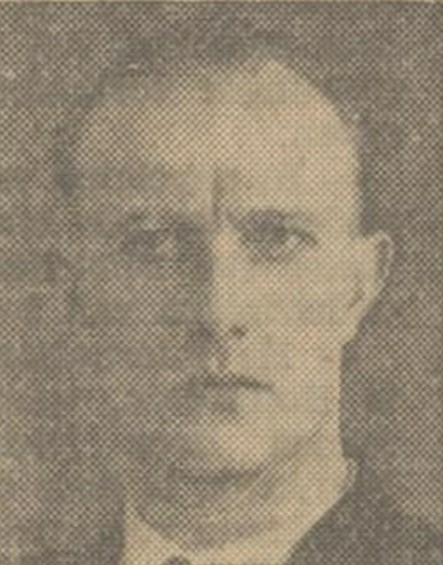
J. Haken

Jan Haken (* 1912; † 1956) war ein niederländischer Kommunist, Häftling im KZ Buchenwald und Abgeordneter der Zweiten Kammer der Generalstaaten (CPN).

## Leben
Haken schloss sich der Communistische Partij van Nederland an. Als General Franco gegen die spanische Republik putschte, schloss er sich den Internationalen Brigaden an und kämpfte in Spanien für die Verteidigung der Republik. Von 1942 bis 1945 war er Häftling im KZ Buchenwald und gehörte zum Arbeitskommando Häftlingsküche. Haken wurde Mitglied des Internationalen Lagerkomitees und unterstützte mit der Waffe die Befreiung des KZ Buchenwald durch die 3. US-Armee am 11. April 1945.
Als die Herrschaft des Nationalsozialismus beseitigt war, verabschiedete er seine niederländischen Kameraden aus dem KZ zu ihrer Rückkehr in die Heimat. Auch er kehrte nach den Niederlanden zurück und wurde Abgeordneter mit dem Mandat der CPN in der Zweiten Kammer der Generalstaaten, des niederländischen Parlaments.